# 巴氏聚鯻
巴氏聚鯻（學名：Syncomistes butleri ）為鱸形目鱸亞目鯻科的其中一種，分布於大洋洲澳洲昆士蘭淡水水域，為特有種，體成紡錘型，側扁，體長可達28公分，成魚棲息在水質清澈或混濁，流動緩慢或快速溪流的底中層水域，屬草食性，以藻類為食，繁殖期在每年11至12月，成魚會保護卵並搧動魚鰭提供足夠的氧，生活習性不明。

## 擴展閱讀
維基物種上的相關：巴氏聚鯻